# Krikor Bedros VI Jeranian
Krikor Bedros VI Jeranian (Armeens: Գրիգոր Պետրոս Զ. Ճերանեան) ( ? – 22 september 1840) was een katholikos-patriarch van de Armeens-Katholieke Kerk.
Krikor Jeranian werd op 23 juni 1812 door de synode van de Armeens-katholieke Kerk gekozen tot katholikos-patriarch van Cilicië van de Armeniërs als opvolger van Krikor Bedros V Kupelian die op 17 juni 1812 was overleden. Jeranian nam daarop de naam Krikor Bedros VI Jeranian aan. Zijn benoeming werd op 19 december 1814 bevestigd door paus Pius VII. De zetel van het patriarchaat was gevestigd in Bzommar.